# Грек, Марио
Марио Грек (итал. Mario Grech; род. 20 февраля 1957, Кала, Мальта) — мальтийский куриальный кардинал. Епископ Гоцо с 26 ноября 2005 по 2 октября 2019. Про-генеральный секретарь Синода епископов со 2 октября 2019 по 15 сентября 2020. Апостольский администратор Гоцо со 2 октября 2019 по 21 августа 2020. Генеральный секретарь Синода епископов с 15 сентября 2020. Кардинал-дьякон с титулярной диаконией Санти-Козма-э-Дамиано с 28 ноября 2020.